# Giovanni Panico
Giovanni Panico (ur. 12 kwietnia 1895 w Tricase, zm. 7 lipca 1962 tamże) – włoski duchowny katolicki, dyplomata, kardynał.

## Życiorys
Był szóstym z jedenastu dzieci Carmine i Mariny Panico. Kształcił się seminarium w rodzinnej diecezji Ugento, a także w Collegio Leonino i Pontyfikalnym Seminarium w Rzymie. Znany był jako doskonały pianista i organista. Święcenia kapłańskie otrzymał 14 marca 1919 z rąk kardynała Basilio Pompilj. Podjął dalszą naukę na Uniwersytecie Laterańskim, gdzie uzyskał doktoraty z teologii i utroque iure. W latach 1923–1926 służył jako attaché nuncjatury w Kolumbii. W latach kolejnych był audytorem nuncjatury w Argentynie (do 1931 roku), a następnie w Czechosłowacji (do 1932 roku). Później związany był również z placówkami w Bawarii i Czechosłowacji (jako chargé d'affaires). W roku 1934 otrzymał godność prałata.
17 października 1935 mianowany apostolskim delegatem w Australii. Otrzymał wówczas stolicę tytularną Iustiniana Prima. Konsekrowany w Rzymie przez kardynała Pietro Fumasoni Biondi, prefekta Kongregacji Rozkrzewiania Wiary. 28 września 1948 przeniesiony na placówkę do Peru, a 14 listopada 1953, jako delegat, do Kanady. Ostatnią nuncjaturą w jego karierze była placówka w Portugalii. Tam zastała go nominacja kardynalska ogłoszona w 1962 roku. Zmarł parę miesięcy później w swej rodzinnej miejscowości i tam też został pochowany.